# Geobacillus stearothermophilus
Geobacillus stearothermophilus (bis 2001 als Bacillus stearothermophilus eingeordnet) ist ein sporenbildendes, grampositives stäbchenförmiges Bakterium.
Die Zellen besitzen durchschnittlich 0,6 – 1 µm Durchmesser und eine Länge zwischen 2 und 3,5 µm. Die optimale Wachstumstemperatur liegt zwischen 50 und 65 °C, damit zählt Geobacillus stearothermophilus zu den thermophilen Organismen. Bei Temperaturen unter 30 °C wachsen die Zellen nicht mehr.
Die Bildung der Endosporen erfolgt terminal, dabei wird die Bakterienzelle keulenförmig aufgetrieben. Die widerstandsfähigen Sporen werden in Böden, in heißen Quellen, im Wüstensand, in arktischen Gewässern, im Meeresboden, in Lebensmitteln und in Kompost vorgefunden, keimen aber nur unter günstigen Bedingungen aus. Das Bakterium ist für Menschen und Tiere nicht pathogen, also nicht krankheitserregend.
Geobacillus stearothermophilus dient als Prüfkeim für den Erfolg von thermischen Sterilisationsprozessen (zum Beispiel Autoklavieren). Hierfür werden zum Beispiel Glasampullen verwendet, die ein flüssiges Nährmedium, Sporen von Geobacillus stearothermophilus und einen Farbindikator enthalten. Die Ampullen werden wie üblich autoklaviert und anschließend zusammen mit einer nicht autoklavierten Kontroll-Ampulle bei etwa 60 °C für mehrere Tage inkubiert. Stoffwechselaktivität der Zellen wird durch einen Farbumschlag des Indikators angezeigt. Erfolgreich sterilisierte Ampullen verändern ihre Färbung daher nicht. Eine andere Anwendungsform sind Sporenstreifen, dabei handelt es sich um Filterpapierstreifen, auf denen die Endosporen aufgebracht wurden. Zur Kontrolle der Dampfsterilisation gibt man die Sporenstreifen in den Autoklaven, anschließend werden sie in eine Nährlösung gelegt und wie oben angegeben inkubiert. Wenn die Sterilisation erfolgreich verlaufen ist, erfolgt kein Wachstum.
Geobacillus stearothermophilus dient zur Erzeugung des Enzyms BstBI.